# Ödenäs socken
Ödenäs socken i Västergötland ingick i Kullings härad, ingår sedan 1974 i Alingsås kommun och motsvarar från 2016 Ödenäs distrikt.
Socknens areal är 39,79 kvadratkilometer varav 32,01 land. År 2000 fanns här 646 invånare.  Småorten Ödenäs med sockenkyrkan Ödenäs kyrka ligger i socknen.

## Administrativ historik
Socknen har medeltida ursprung. 
Vid kommunreformen 1862 övergick socknens ansvar för de kyrkliga frågorna till Ödenäs församling och för de borgerliga frågorna bildades Ödenäs landskommun. Landskommunen inkorporerades 1952 i Hemsjö landskommun som 1974 uppgick i Alingsås kommun.
1 januari 2016 inrättades distriktet Ödenäs, med samma omfattning som församlingen hade 1999/2000.
Socknen har tillhört län, fögderier, tingslag och domsagor enligt vad som beskrivs i artikeln Kullings härad. De indelta soldaterna tillhörde Västgöta-Dals regemente, Kullings kompani.

## Geografi och natur
Ödenäs socken ligger söder om Alingsås med Ömmern i väster, Ören i nordost och Store-Nären i nordväst. Socknen är en skogklädd platåbygd (Ödenäsplatån) med branta sluttningar mot sjöarna och dess odlingsbygd. Ömmern delas med Hemsjö och Skallsjö socknar i Alingsås kommun samt bollebygds socken i bollebygds kommun, Store-Nären delas med Alingsås socken.
Det finns två kommunala naturreservat i socknen: Läkarebo och Örsbråten.

## Fornlämningar
Boplatser från stenåldern är funna.

## Befolkningsutveckling
Befolkningen ökade från 321 1810 till 824 1880 varefter den minskade till 289 1970 då den var som minst under 1900-talet. Därefter vände folkmängden uppåt igen till 619 1990.

## Namnet
Namnet skrevs 1396 Ödhenäs och kommer från kyrkbyn och betyder 'det öde näset' syftande på näset där kyrkbyn ligger.